# Marco Cugiani
Marco Cugiani (Novara, 22 agosto 1918 – Milano, 3 febbraio 2003) è stato un matematico italiano.

## Biografia
Iniziò a insegnare nel 1959 Analisi matematica e Calcolo numerico. In seguito insegnò Calcolo numerico prima al Politecnico di Milano e poi all'Università degli Studi di Milano, promuovendo, sia in didattica, sia in ricerca, l'uso dei metodi probabilistici a complemento di quelli deterministici. Dal 1965 si dedicò alla Teoria dei numeri e poi all'Analisi numerica, sviluppando la conoscenza dell'informatica in Italia. Pubblicò i risultati delle sue ricerche in numerosi articoli, 53 dei quali sono stati recensiti da MathSciNet.  Fu preside della facoltà di scienze matematiche fisiche e naturali dell'università di Milano dal 1977 al 1980.  Fu tra i fondatori e il primo direttore dell'Istituto per le applicazioni della Matematica e dell'Informatica (IAMI) del CNR, ora confluito nell'IMATI. Il 2 giugno 1982 venne insignito del titolo di Commendatore della Repubblica Italiana.
Si è dedicato anche alla divulgazione, con La matematica: Che cos'è e a che cosa serve (ERI, 1968).

## Opere (elenco incompleto)
- Su alcune recenti ricerche intorno alle differenze fra numeri primi consecutivi, Zanichelli, 1962
- Metodi dell'analisi numerica, UTET, 1977
- Metodi numerico-statistici, UTET, 1980
- Analisi diofantea lineare ed applicazioni
- Introduzione all'analisi computazionale, UTET Università, 1991
- Lezioni di analisi algebrica: appunti ad uso degli studenti
- Una introduzione ai metodi di simulazione.